# Барон на дрвету
„Барон на дрвету“ (итал. Il barone rampante) је роман италијанског књижевника Итала Калвина, издат 1957. У питању је друга књига трилогије Наши Преци. Ову трилогију, коју поред Барона на дрвета чине Преполовљени виконт и Непостојећи витез, Калвино је називао филозофским бајкама. Пошто нису повезани идентичном фабулом, сваки део се може читати самостално. Књига је награђена престижном италијанском књижевном наградом Вијаређо.
Роман доноси причу о Козиму, сину италијанског племића, који се, након што се супроставио друштвеним конвенцијама своје околине, настанио у крошњама дрвећа. По описаним догађајима Барон на дрвету сличан је фантастичним дечјим романима, те га је и сам Калвино упоредио са Алисом у земљи чуда. Илустровано и преправљено издање намењено за школарце штампано је 1965. Бајковити елементи у овом делу не темеље се на магији и фантастици, већ на бизарности описаних догађаја. И поред бајковитих елемената, роман је, због ироничног тона и сложених филозофских тема, првенствено намењен одраслој читалачкој публици. Радња романа одиграва се у осамнаестом веку, тако да су основне идеје, попут образовања, изолованог појединца и русоовог природног човека, веома блиске просветитељским идејама Козимових савременика. Филозофски садржај није строго, рационално организован око чврсте схеме, већ је подељен у низ епизода, малих, безазлених сликарија у којима се појаве не истражују, већ симболично сликају.
На српском језику постоје два превода. Први је начинила Југана Стојановић (Рад, 1969), док је други урадила Ана Србиновић, који је објављен и као самостална књига (Паидеиа, 2005) и у оквиру обједињене трилогије Наши преци (Паидеиа 2007).

## Радња романа
Роман је исприповедан у првом лицу, од стране Бјађа ди Ронда, италијанског племића из прве половине осамнаестог века. Он приповеда о своме старијем брату Козиму, који се као дванаестогодишњак побунио против својих родитеља попевши се на дрво, одбијајући да једе пужеве које је спремила његова садистичка сестра Батиста. Породица је у први мах очекивала да ће Козимо остати на дрвету неколико сати, али је главни јунак на крошњама стабала провео читав живот. У читавом низу епизода описује се његове авантуре и сусрети са другим људима. Тако се описује сусрет са готово читавим градом прогнаних Шпанаца који су се настанили на дрвећу, чувени разбојник коме Козимо открива чар читања књига, разоткривање ујака главног јунака који шурује са гусарима, доживљај љубави са другарицом из детињства, итд. Козимо временом постаје славан у читавој Европи, те почиње да се дописује са познатим филозофима Волтером и Дидроом, а и сам император Наполеон му долази у походе.